# Salomėja Nėris
Salomėja Nėris (születési nev: Salomėja Bačinskaitė-Bučienė) (Kiršai, Vilkaviškis megye, 1904. november 17. – Moszkva, 1945. július 7.) litván–szovjet költőnő.

## Élete
Parasztcsaládban született. Kaunasban, a Vytautas Magnus Egyetem teológiai és filozófiai karán tanult litván és német irodalmat, nyelvet, valamint pedagógiát. 1927-ben jelent meg első verskötete. 1928-ban Lazdijaiban kezdett tanítani, a szünidőkben Bécsben tökéletesítette német nyelvtudását. 1931-ben Kaunasba költözött és magánórákat adott. Az 1931-ben megjelent kötetének néhány verse belső válságról tanúskodott, Salomėja fellázadt a polgári társadalom igazságtalansága, a klerikalizmus ellen. Szakított a polgári irodalmi körökkel, és csatlakozott azokhoz az antifasiszta írókhoz és költőkhöz, akik a "Trečias frontas" folyóiratban publikáltak. Illegális kommunista újságokban is jelentek meg költeményei. 1940-ben írta az Eglė, a kígyók királynője című versét, amelyet népmesei motívumokra épített. 1936-ban feleségül ment Párizsban Bernardas Bučas litván szobrászművészhez, és együtt tértek vissza hazájukba.
1940-ben a Litván Szovjet Szocialista Köztársaság megalakulása után beválasztották a népi gyűlésbe. Kérésre verset írt Sztálin tiszteletére, s amelyért 1947-ben posztumusz Sztálin-díjban részesült.  
1941-től fiával Moszkvában élt. A háború végén betegen tért vissza Litvániába, és Moszkvában halt meg májtumorban. 1954-ben posztumusz kapta meg a Litvánia nemzeti költője címet.

## Verskötetei
- „Anksti rytą“, 1927
- „Pėdos smėly“, 1931
- „Per lūžtantį ledą“, 1935
- „Diemedžiu žydėsiu“, 1938
- „Dainuok, širdie gyvenimą“, 1943
- „Lakštingala negali nečiulbėti“, 1945
- „Baltais takeliais bėga saulytė“, 1956
- „Širdis mana – audrų daina“, 1959
- „Kur baltas miestas“, 1964
- „Laumės dovanos“, 1966
- „Negesk žiburėli“, 1973
- „Kaip žydėjimas vyšnios“, 1978

## Magyarul megjelent versei
- Csillagok órája. Válogatás a Szovjetunió tagköztársaságainak költészetéből, Budapest, Európa Kiadó, 1980
- Tandori Dezső: Lombos ágak szívverése, Budapest, 1983